# AT 2021lwx
AT 2021lwx (также ZTF20abrbeie или «Страшная Барби») — наиболее энергичное неквазарное транзиентное астрономическое событие из известных, с общей излучаемой энергией более 1,5⋅1046 Дж. Впервые было идентифицировано на изображениях, полученных 13 апреля 2021 года астрономическим обзором Zwicky Transient Facility (ZTF) и, как считается, связано с аккрецией на сверхмассивную чёрную дыру (СМЧД) массой более ста миллионов солнечных масс (M⊙). Красное смещение события: z = 0,9945, что помещает данное событие на расстояние около 8 млрд световых лет от Земли. Материнская галактика не установлена.
Принудительная фотометрия (англ. forced photometry) более ранних изображений ZTF показала, что вспышка AT 2021lwx уже начала становиться ярче к 16 июня 2020 года, как ZTF20abrbeie. Событие также было независимо зафиксировано в данных системы телескопов ATLAS как ATLAS20bkdj и системы телескопов Pan-STARRS как PS22iin. Велись также наблюдения в рентгеновском и в ультрафиолетовом диапазонах с помощью рентгеновского телескопа XRT и ультрафиолетового/оптического телескопа UVOT, установленных на космическом аппарате Swift. С помощью Большого Канарского телескопа, астрономы получили дополнительный спектр вспышки в ближнем инфракрасном свете, на котором хорошо видно присутствие в светящемся веществе гелия, кислорода, а также огромное количество водорода .
Наблюдаемая светимость события на его пике составила 7⋅1038 Дж c−1 при полной излучённой энергии 1,5⋅1046 Дж. Предполагаемая масса сверхмассивной чёрной дыры, определённая из зависимости светимости от массы, составляет около 100 млн — 1 млрд масс Солнца, с учётом наблюдаемой яркости. Субраян и др. первоначально интерпретировали это как событие приливного разрушения между сверхмассивной чёрной дырой и массивной звездой (расчёты показывают, что тогда масса СМЧД будет 108M⊙, а масса звезды — 14M⊙). Уайзман и др. не согласились с этой интерпретацией в связи с слишком малой вероятностью такого события и предположили, что  более вероятным сценарием является «внезапная аккреция большого количества газа, потенциально гигантского молекулярного облака».